# Saint-Aubin, Aisne
Saint-Aubin là một xã ở tỉnh Aisne, vùng Hauts-de-France thuộc miền bắc nước Pháp.